# Тай Фармерз Банк (футбольний клуб)
ФК «Тай Фармерз Банк» (тай. สโมสรฟุตบอลธนาคารกสิกรไทย) — колишній таїландський футбольний клуб з Бангкока, заснований 1987 року та розформований у 2000 році. Виступав у Прем'єр-лізі. Домашні матчі приймав на стадіоні «Касікорн Банк», місткістю 5 000 глядачів.

## Досягнення
- Ліга чемпіонів АФК
  - Чемпіон (2): 1994, 1995
  - Бронзовий призер (1): 1996
- Kor Royal Cup
  - Володар (5): 1991, 1992, 1993, 1995, 1999
- Queen's Cup
  - Володар (4): 1994, 1995, 1996, 1997
- Афро-азійський клубний чемпіонат
  - Чемпіон (1): 1994
- Кубок Таїланду
  - Володар (1): 1999.